# Kreiken (Mondkrater)
Kreiken ist ein Einschlagkrater am östlichen Rand der Mondvorderseite.
Das Gebiet ist aufgrund dieser Lage von der Erde aus wenn überhaupt, dann nur stark verzerrt sichtbar.
Der Krater liegt südlich des Mare Smythii, südöstlich des Kraters Kästner und nordöstlich von Ansgarius.
Er ist unregelmäßig geformt und stark erodiert.
Der Krater wurde 1973 von der IAU nach dem 1964 gestorbenen niederländischen Astronomen Egbert Adriaan Kreiken offiziell benannt.